# Кортни, Уильям, 9-й граф Девон

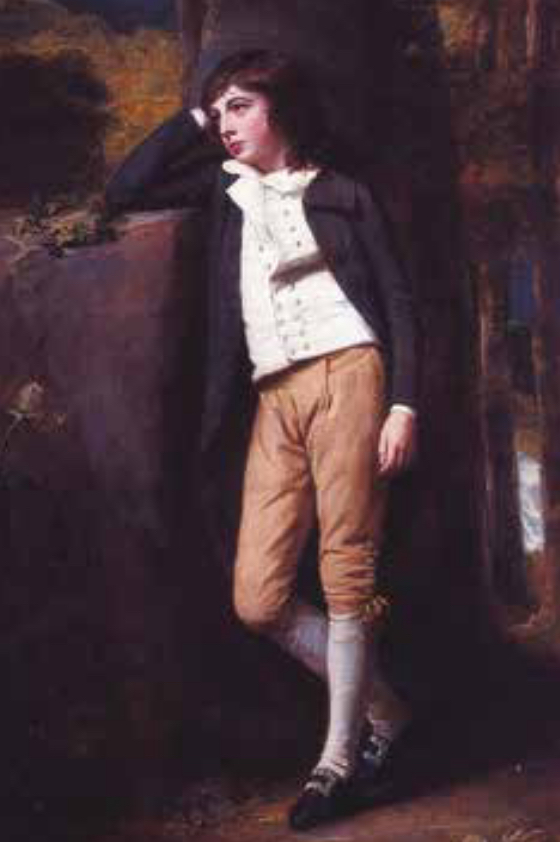
Уильям «Китти» Кортни, 9-й граф Девон, в детстве.

Уильям «Китти» Кортни, 9-й граф Девон (30 июля 1768 — 26 мая 1835) — британский пэр. Он был известен как виконт Кортни из Паудерема с 1788 по 1831 год. Он навлек на себя позор из-за гомосексуальной связи с коллекционером произведений искусства Уильямом Бекфордом с детства, когда это было обнаружено и опубликовано его дядей.

## Происхождение
Уильям Кортни родился 30 июля 1768 года, а был крещен 30 августа. Единственны сын и четвертый из 14 детей Уильяма Кортни, де-юре 8-го графа Девона и 2-го виконта Кортни (1742—1788), и его жены Фрэнсис Клэк (? — 1782). В семье и среди друзей он был известен как «Китти».
14 октября 1788 года после смерти своего отца Уильям Кортни унаследовал титулы де-юре 9-го графа Девона, 3-го виконта Кортни из замка Паудерем в графстве Девон и 5-го баронета Кортни.
С новым титулом и богатством молодой лорд Кортни вел чрезмерно яркий образ жизни. Он был ответственным за добавление новой Музыкальной комнаты в замке Паудерем, спроектированной Джеймсом Уайеттом, которая включала ковер, изготовленный недавно созданной компанией Axminster Carpet Company.

## Отношения с Уильямом Бекфордом

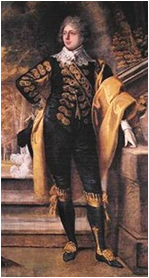
Уильям Кортни, 3-й виконт Кортни (1768—1835), в маскарадном платье, которое он надел в возрасте 21 года на бал по случаю совершеннолетия в замке Паудерем в 1789 году

В юности «Китти» Кортни современники иногда называли самым красивым мальчиком в Англии. Кортни был гомосексуалистом и прославился из-за своей связи с Уильямом Бекфордом. Они познакомились, когда Кортни было одиннадцать лет. Бекфорд, который был на 8 лет старше его, был богатым коллекционером произведений искусства и владельцем сахарной плантации.
Осенью 1784 года гость дома подслушал спор между тогдашним 16-летним достопочтенным (тогда его титул) Уильямом Кортни и 24-летним Бекфордом из-за записки Кортни. Нет никаких записей о том, что было написано в записке, но гость сказал, что Бекфорд отреагировал, прочитав ее, тем, что он вошел в комнату Кортни и «ударил его хлыстом, что вызвало шум, и когда дверь открылась, Кортни был обнаружен в рубашке, а Бекфорд в какой-то позе — Странная история». Впоследствии Бекфорд был изгнан из приличного британского общества, когда его письма Кортни были перехвачены дядей Кортни, лордом Лафборо, который затем опубликовал эту историю в газетах.

## Дальнейшая жизнь
Уильям Кортни был вынужден жить за границей и жил в США, где он владел недвижимостью на реке Гудзон в Нью-Йорке. Это был Клермонт, поместье судовладельца Майкла Хогана площадью 100 акров, которое сейчас называется Риверсайд-парк. Кортни поселился там в 1807 году и оттуда наблюдал за ходом испытаний парохода North River Steamboat Роберта Фултона. По словам издателя Фрэнка Лесли, на земле Кортни находился Amiable Child Monument, единственная частная могила одного человека на городской земле в Нью-Йорке. Около 1813 года Кортни переехал во Францию, в Париж и в Дравей, где у него был замок.
В 1831 году, будучи 3-м виконтом Кортни, Уильям Кортни успешно подал прошение о восстановлении титула графа Девона для главы семьи Кортни, который не использовался с 1556 года, и таким образом стал 9-м графом.
Лорд Девон скончался 26 мая 1835 года в возрасте 66 лет в Париже по естественным причинам. Его любили арендаторы, которые настояли на том, чтобы его похоронили с почестями. Он был похоронен 12 июня 1835 года в Паудереме. Он умер неженатым и не имел известных детей. Его графский титул унаследовал его троюродный брат, Уильям Кортни, 10-й граф Девон (1777—1859), а титул виконта Кортни прервался.